# Silvretta Bahn
| Silvretta Bahn      | Silvretta Bahn              |
| ------------------- | --------------------------- |
| Standort:           | St. Gallenkirch, Österreich |
| Bauart:             | kuppelbare 8er-Sesselbahn   |
| Baujahr:            | 2016                        |
| Berg:               | Gampapinger Berg            |
| Talstation:         | Garfrescha, 1460 m          |
| Höhendifferenz:     | 685 m                       |
| Bergstation:        | Gampapinger Berg, 2145 m    |
| Streckenlänge:      | 2150 m                      |
| Fahrdauer:          | 6,5 min                     |
| Anzahl der Sessel:  | 93 Stk.                     |
| Anzahl der Stützen: | 16 Stk.                     |
| Kapazität:          | 3200 Pers./Stunde           |
| Hersteller:         | Doppelmayr                  |
| Betreiber:          | Silvretta Montafon GmbH     |
| Website:            | www.silvretta-montafon.at   |

Die Silvretta Bahn ist eine Luftseilbahn (kuppelbare 8er-Sesselbahn, 8-CLD/B) in St. Gallenkirch im österreichischen Bundesland Vorarlberg.
Die Silvretta Bahn verbindet eine Talstation auf 1460 m ü. A. (Garfrescha) mit der Bergstation in 2145 m ü. A. (Gampapinger Berg). Die Anlage befindet sich im Besitz der Silvretta Montafon GmbH. Der Name der Seilbahn wurde in einem offenen Verfahren unter Beteiligung der Öffentlichkeit gefunden.

## Geschichte
Seit 1972 bestand in der Nähe der Silvretta Bahn die 2er-Sesselbahn Garfrescha Bahn II. Um dieselbe Endstation zu erreichen wie mit der Silvretta Bahn, war ein dreimaliges Umsteigen erforderlich.
Von Juni bis Dezember 2016 wurde die Silvretta Bahn gebaut, am 31. Oktober begann der Probebetrieb, die behördliche Inbetriebnahme erfolgte am 29. November 2016 und am 10. Dezember 2016 wurde der Fahrgastbetrieb aufgenommen. Die feierliche Eröffnung fand am 11. Januar 2017 statt. Mit einer maximalen Fahrgeschwindigkeit von 5,5 m/s galt die Bahn als die schnellste 8er-Sesselbahn in Vorarlberg. Es wurden 13,7 Millionen Euro investiert. Die Garfrescha Bahn II wurde abgebrochen.

## Weitere Technische Daten
Die Sesselbahn wurde von der Firma Doppelmayr in Wolfurt errichtet.
- Hersteller Fahrbetriebsmittel: Doppelmayr, Type: 8E98/B
- Fahrbetriebsmittel: 93 Sessel mit Sitzheizung und automatischem Schließbügel
- Fassungsvermögen Fahrbetriebsmittel: 8 Personen
- Garagierung Fahrbetriebsmittel: Talstation, Unterflur
- Nennfahrgeschwindigkeit 5,5 m/s
- Fahrtzeit: ca. 6,5 Minuten
- Fahrtrichtung: gegen den Uhrzeigersinn
- größte Förderleistung je Stunde und Richtung: 3200 Personen.
- Seilhersteller: Fatzer
- Seildurchmesser: 56 mm
- Spanneinrichtung: Talstation (hydraulisch)
- Antrieb: elektrisch (Bergstation)
- Antriebsleistung Betrieb: 885 kW
- Baujahr: 2016

## Skigebiet
Die Silvretta Bahn gehört zum Skiverbund Hochjoch-Silvretta Montafon. Die Talstation der Silvretta Bahn liegt neben der Vermiel Bahn in "Garfrescha". Beide Talstationen sind über eine Skibrücke verbunden. Die Bergstation der Silvretta Bahn liegt nahe der Bergstation der Sonnen Bahn auf dem Gampapinger Berg.